# Атемостлі

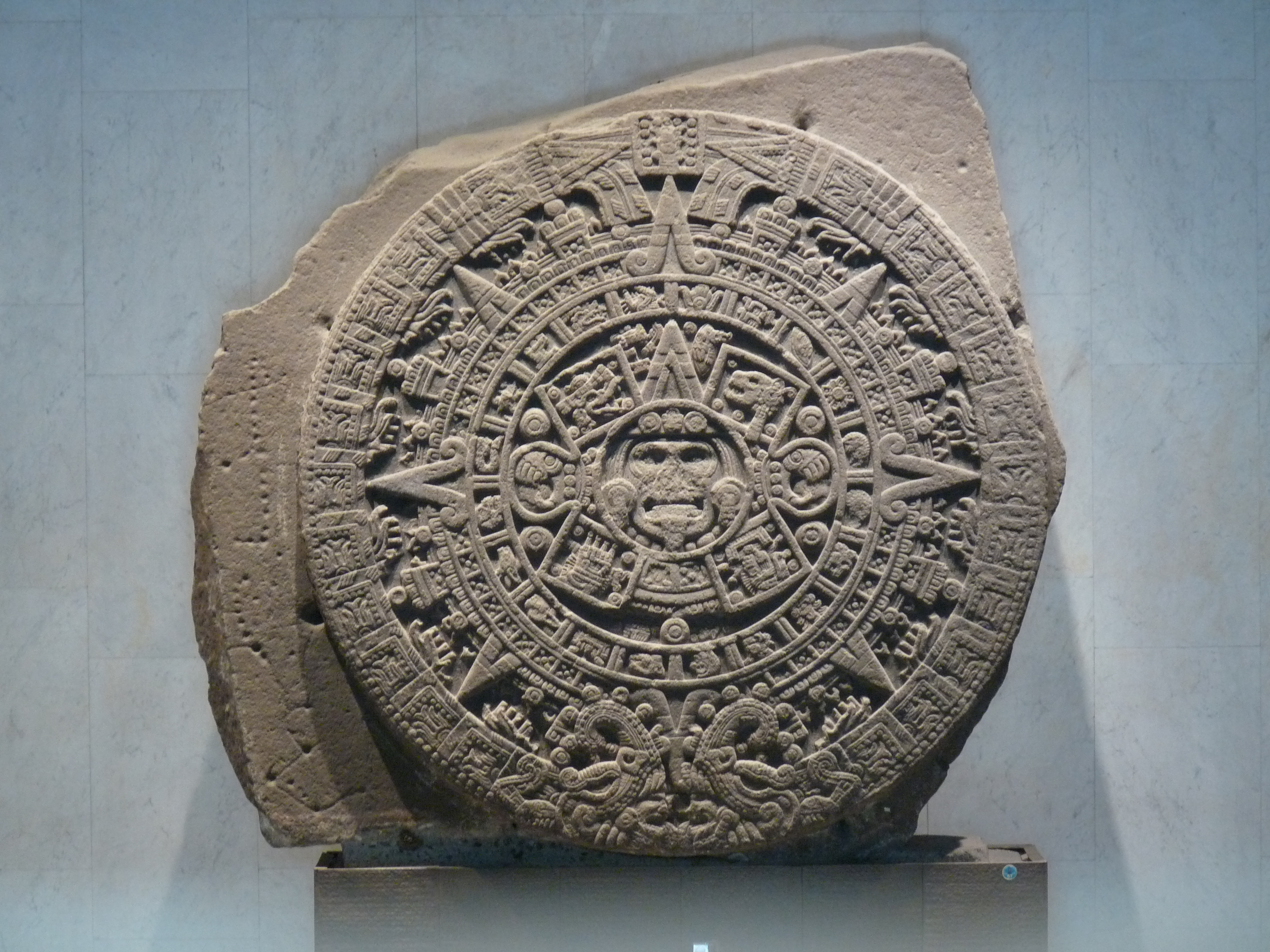
Моноліт Каменя Сонця, також званий Календарем ацтеків (Національний музей антропології та історії, Мехіко)

Атемостлі (науатль Atemoztli, у перекладі: «Сходження вод») — шістнадцятий двадцятиденний місяць («вейнтена») ацтекського календаря шиуповаллі, що тривав приблизно від 10 до 29 грудня. Також назва свята, присвяченого богу Тлалоку, який щорічно проводили цього місяця.

## Календар
Календар ацтеків складався з двох циклів: шиуповаллі (науатль xiuhpohualli, що означає «рахунок років», відповідає хаабу в мая) і ритуального 260-денного тональповаллі (науатль tonalpohualli, що означає «рахунок днів» або «рахунок доль», відповідає цолькіну в мая). Шиуповаллі і тональповаллі збігалися кожні 52 роки, утворюючи так званий «вік», що називався «Новим Вогнем». Ацтеки вірили, що наприкінці кожного такого 52-річного циклу світу загрожує небезпека бути знищеним, тож початок нового відзначали особливими урочистостями. Сто «віків», у свою чергу, складали 5200-річну еру, називану «Сонцем».
365-денний шиуповаллі складався з 18 двадцятиденних «місяців» (або veintenas) плюс додаткові 5 днів наприкінці року.

## Свято
Цього місяця розпочинався сезон дощів, тому ацтеки вшановували тих, хто приніс дощ. Хоча більша частина населення в цей час приносила жертви Тлалоку, і всі чоловіки мали утримуватися від сексу, свято Атемостлі відзначала переважно шляхта. Серед ритуалів було виготовлення з амарантового тіста фігурки Тлалока, яку належало ритуально «вбити» веретеном. Жерці Тлалока ходили містом і відвідували будинки, щоб умертвити зображення бога, проте це дозволялося зробити і старшій жінці дому. Шляхта приносила богові дощу людські жертви: вибраних прикрашали пір'ям і вбивали на горі Тлалока або топили в одному з його ритуальних підземних басейнів.